# Ермаш, Филипп Тимофеевич
Фили́пп Тимофе́евич Ерма́ш (4 сентября 1923, Каинский уезд, Ново-Николаевская губерния — 20 марта 2002, Москва) — советский партийный и государственный деятель. Председатель Госкино СССР (1972—1986).

## Биография
Родился в деревне Жарково в крестьянской семье. В апреле 1941 года был призван в РККА; служил рядовым, командиром отделения, помощником командира взвода. В июле 1943 года награждён орденом Красной Звезды, в мае 1945 года — медалью «За отвагу». В сентябре 1945 года демобилизован в звании старшего лейтенанта.
После войны работал инструктором горкома комсомола в городе Барабинске Новосибирской области. В 1946 году поступил на исторический факультет Уральского государственного университета имени А. М. Горького, который окончил в 1951 году. Во время учёбы был секретарём комитета ВЛКСМ университета (1949—1951).
С 1951 по 1953 год — второй секретарь, с 1953 по 1956 год — первый секретарь Свердловского горкома ВЛКСМ.
С 1956 по 1958 год — заместитель заведующего, с 1958 по 1962 год — заведующий отделом науки, школ и культуры Свердловского обкома КПСС. В 1959 году входил в комиссию, возглавлявшую поиски тургруппы Дятлова.
С 1962 года заведующий сектором кино, заместитель заведующего отделом культуры ЦК КПСС.
С августа 1972 года — председатель Государственного комитета Совета министров СССР по кинематографии. С июля 1978 года — председатель Государственного комитета СССР по кинематографии. 
По словам режиссёра Сергея Соловьева, «отличался цепким, хватким продюсерским складом ума».
Член КПСС с 1945 года. Кандидат в члены ЦК КПСС в 1976—1989 годах. Депутат Совета Национальностей Верховного Совета СССР 8—11 созывов от Дагестанской АССР.
Кинокритик Армен Медведев писал о нём:

Филипп Тимофеевич Ермаш (…) был одной из самых ярких фигур современного кино, человеком, спаянным со своим временем — в этом было его счастье и его беда. (…) Можно обижаться на него или на самих себя, но факт есть факт — наше киносообщество его как-то не приняло. Он в последние годы был одинок и обижен, но при этом сохранял своё достоинство и не навязывал себя. Даже в том, как повела себя семья Ермаша в связи с его уходом, не поставив в курс дела СК и скромно похоронив его, было нежелание заискивать. И это достойно памяти Филиппа Тимофеевича.
С декабря 1986 года — персональный пенсионер союзного значения. 
Скончался 20 марта 2002 года на 79-м году жизни в Москве. Похоронен на Домодедовском кладбище.

## Награды и звания
Награждён орденом Ленина, орденом Октябрьской Революции (3 сентября 1973), тремя орденами Трудового Красного Знамени, орденом Отечественной войны 1-й степени, орденом Красной Звезды.

## Семья
Отец — Тимофей Павлович (умер в июле 1960 года). 
Сын — Андрей Ермаш (1957—2025), кинорежиссёр. 
Дочь — Наталья Ермаш, искусствовед.

## Фильмы
- 2011 — История киноначальников, или Строители и перестройщики
- 2013 — Документальное расследование. Филипп Ермаш

## Комментарии
1. ↑  Деревня Жарково[2], входившая в состав Каинского уезда[3], не сохранилась; ныне — территория Куйбышевского района Новосибирской области.